# Kwas tartronowy
Kwas tartronowy – organiczny związek chemiczny z grupy kwasów dikarboksylowych. Stosowany jest do syntezy kwasu mezoksalowego w reakcji katalitycznego utleniania.